# كارولين جونز (ممثلة)
كارولين جونز (بالإنجليزية: Carolyn Jones)‏ هي ممثلة كندية وبريطانية، ولدت في 18 أبريل 1941 في فانكوفر في كندا، وتوفيت في 25 يوليو 2018.

## وصلات خارجية
- كارولين جونز (ممثلة) على موقع IMDb (الإنجليزية)
- كارولين جونز (ممثلة) على موقع ميوزك برينز (الإنجليزية)
- كارولين جونز (ممثلة) على موقع قاعدة بيانات الفيلم (الإنجليزية)